# Грошово-кредитний ринок
Грошовий ринок — частина ринку позикових капіталів, де здійснюються переважно короткострокові (від одного дня до одного року) депозитно-позикові операції, що обслуговують головним чином рух оборотного капіталу фірм, короткострокових ресурсів банків, установ, держави і приватних осіб.
Інструментами грошового ринку є векселі, депозитні сертифікати, банківські акцепти. Його основні інститути — банки, облікові установи, брокерські й дилерські фірми. За джерела ресурсів Правлять кошти, залучені банківською системою. Основними позичальниками є фірми, кредитно-фінансові інститути, держава, населення. Слід мати на увазі, що грошовий ринок — важливий об'єкт державного регулювання. Держава використовує його ресурси для фінансування своїх видатків і покриття бюджетного дефіциту.
Грошовому ринку властиві елементи звичайного ринку — попит, пропозиція, ціна. Особливості грошового ринку визначають особливості кожного з елементів: попит мас форму попиту на позики, пропозиція — форму пропозиції позик, а ціна — форму відсотка на позичені кошти.
Розмір відсотка визначається не величиною вартості, яку несуть у собі позичені гроші, а їх споживчою вартістю — здатністю надавати позичальнику потрібні блага. Тому розмір відсоткового платежу залежить не лише від розміру позики, а й від терміну її дії.
На грошовому ринку розрізняють кілька видів відсотків: облігаційний, банківський, обліковий, міжбанківський тощо.
Кон'юнктура грошового ринку залежить передусім від таких факторів:
- циклічних змін в економіці;
- темпів інфляції;
- особливостей національної кредитно-грошової політики.

Таким чином, грошовий ринок дає змогу здійснювати накопичення, оборот, розподіл і перерозподіл грошового капіталу між сферами національної економіки. Водночас це — синтез ринків різних засобів платежу. Як переконує досвід країн із розвиненою ринковою економікою, угоди на грошовому ринку опосередковуються, по-перше, кредитними інститутами (комерційними банками або іншими установами), які беруть у борг або надають грошові позики, по-друге — інвестиційними або аналогічними організаціями, які забезпечують випуск і обіг різного роду боргових зобов'язань, що реалізуються за гроші на обліковому ринку.
Отже, грошовий ринок може бути представлений ринком готівки і ринком боргових зобов'язань (облікових або боргових інструментів).